# Guerouaou
Guerouaou, ou Guerrouaou, en tamazight de l'Atlas blidéen : Gerwaw, tifinagh : ⴳⴻⵔⵡⴰⵡ est une commune de la wilaya de Blida en Algérie.

## Toponymie
Du Tamazight ⴳⵔⵡ  [grw] ,  ouest, à l'ouest.

## Géographie

### Localisation
La commune de Guerouaou est située au centre de la wilaya de Blida, à environ 6 km au nord-est de Blida et à environ 40 km au sud-ouest d'Alger et à environ 34 km au nord-est de Médéa.
| Beni Mered  | Boufarik  | Soumaa |
| Ouled Yaïch | Guerouaou | Soumaa |
| Ouled Yaïch | Chréa     | Soumaa |

### Localités de la commune
Lors du découpage administratif de 1984, la commune de Guerrouaou est constituée à partir des localités suivantes :
- Guerrouaou
- Mechdoufa
- Quatre Fermes
- Sidi Aïssa
- Oued El Khemis
- Sidi Moussa
- Haraza
- Zemaga
- Drablia